# Willy Huber
Wilhelm Huber, legtöbbször egyszerűen Willy Huber (Zürich, 1913. december 17. – Küsnacht, Zürich kanton, 1998. augusztus) svájci labdarúgókapus.